# Surjoug

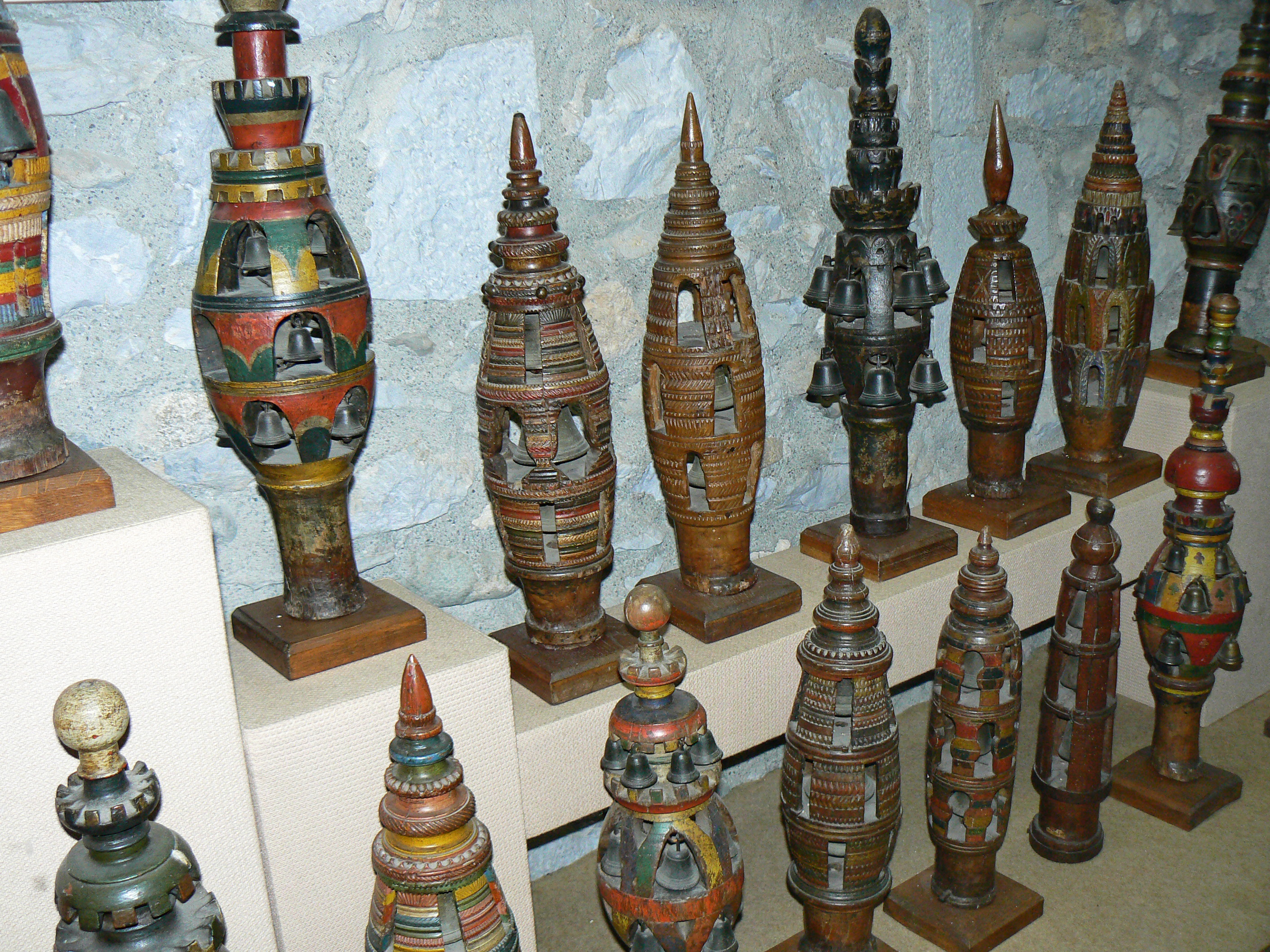
Surjoug dans le Midi Toulousain.

Le surjoug est un objet en bois tourné, de forme allongée, sculpté et travaillé à la main, placé au centre et au-dessus du joug. C’est un objet ancien, rare, d’origine celtique, très important dans le monde agricole d’autrefois dans le Midi toulousain, et très peu connu. Il y en a eu ailleurs, mais c'est là qu'il a le plus longtemps existé, et qu'il a connu la plus grande évolution stylistique.

## Origines du motsurjoug
Le mot surjoug est le nom académique français donné à l'objet traditionnel. Le mot bejouet est le diminutif de suberjouet en occitan, jouet (joèt) signifie « joug ». Le nom du surjoug, bejouet ou suberjouet vient du fait que l’objet est situé au-dessus du joug des bovins.
Dans certaines régions, comme Samatan et Lombez (Gers), le surjoug est appelé cluquet (témoignages des anciens et traditions orales).
Il a par ailleurs d'autres appellations, comme clocher de joug.

## Définition
Le surjoug, placé sur une tige centrale sur le joug, permet de l'équilibrer, en obligeant les bovins attelés à conserver une bonne position de travail et améliorant leur productivité. C'est aussi un objet décoratif, destiné à montrer la virtuosité de son auteur et objet de fierté de son propriétaire.  À l'origine, il avait une fonction plus ou moins sacralisée, de protection et de fécondité. C’est un objet musical car il émet des sons, grâce aux cloches situées dans une cavité centrale. Les sons sont émis lorsque le bovin se déplace. Il rythme le pas (comme le tambour pour les troupes).
Les bois utilisés sont : l’orme, le sycomore, le sorbier des oiseaux et le cormier. L’objet est divisé en 3 parties distinctes solidaires, dans un seul bloc de bois : le sommet, le bulbe et le fût ou bobine.
Trois formes distinctes dépendent chacune de la région d’origine, et de l’ancienneté et de l’époque de fabrication :
- le Volvestre : Le béjouet (ou surjoug) est haut, environ 70 cm en moyenne, avec un long fût, un bulbe central composé de 2 ou 3 étages, dans lequel sont logées les cloches. Une partie supérieure, avec un symbolisme très fort, évoque la fécondité. Le fût fait environ 15 cm, soit 1/3 du volume, comprenant les cloches. Le sommet est souvent doté d’une boule ronde, ou bien d’un coq (symbole de fertilité des terres) ;
- le Savès : Le surjoug est de forme fusiforme, avec un fut assez court (9 à 10 cm). La hauteur est entre 50 et 65 cm. Pas de bulbe central. 3 étages avec les cloches au centre dans une cavité. Le volume des cloches occupe les 2/3 de la hauteur du surjoug.  La tête est souvent dotée d’un gland de chêne, ou d’une flamme (la flamme du Saint-Esprit, dans le sens chrétien du terme) ;
- le modèle toulousain (Toulouse) : fût assez court, taille environ 70 cm. Gros bulbe central de 3 étages de cloches. Sculpture centrale croisée. 3 rouelles. Sommet avec une boule. 2 anneaux renversés opposés.

## Les couronnes et les motifs
Les motifs varient en fonction de la zone géographique d’origine, c'est-à-dire du Volvestre ou du Savès. Ce sont deux régions du Sud-Ouest de la France, en Midi-Pyrénées.
- Le Volvestre : les couronnes sont réparties par paire, avec créneaux opposés. Origine mystique très ancienne. Ces créneaux inversés représentent un œuf de fécondité qui éclot.  Symbole universel de la Genèse du Monde (la Cosmogonie).
- Le Savès : la couronne est dotée d’une ligne de créneaux horizontaux, disposés différemment par rapport au modèle du Volvestre. Ils sont en effet plus petits et plus rapprochés. Le sommet est souvent doté d’une flamme, qui est un symbole de fécondité.

Le surjoug est un objet porte-bonheur, il a pour rôle de porter chance pour les futures récoltes, et d’assurer un avenir prospère, et une terre fertile, ainsi que, en conséquence, une vie familiale saine et prospère, durable.
Les motifs sont souvent :
- l’arbre de vie (représenté par une tige parsemée de lignes horizontales fines, comme un végétal, soit l’union du masculin et du féminin qui engendre la vie) ;
- l’épi de blé (très facilement observable sur de nombreux modèles), représente la fertilité de la Terre, la terre nourricière, le terrain fertile, l’idée de bonne récolte ;
- le cœur, représente l’amour, la fertilité de la femme, la fécondité, les enfants, la famille, la stabilité, la durabilité ;
- le trèfle, représente le succès, l’argent, la réussite, l’intégrité sociale à l’époque, la fortune (chance).

Il existe des motifs sur certains surjougs dont on ne connaît pas l’origine et la signification, et qui restent à ce jour un mystère à résoudre.
Les 2 modèles de surjougs sont rituels car ils ont été reproduits maintes fois de manière rigoureusement identique, soit les modèles du Volvèstre et du Savès.

## Les surjougs et l’histoire
Durant l’apparition du christianisme au VIe siècle en France, l’église a influencé l’évolution des formes des surjougs au cours du temps. Une remarque importante est à reporter : on s’aperçoit que deux évêchés ont été implantés dans le Volvestre et le Savès. De nombreuses pratiques celtes se sont perpétuées durant le Moyen Âge (exemples : les Mayades, pendant le mois de mai, et le feu de la Saint-Jean). La religion chrétienne a absorbé et a accaparé toutes ces pratiques auxquelles le peuple tenait et croyait depuis un âge très ancien, depuis l’époque des Celtes très précisément. Les acteurs de l’église ont « christianisé » le surjoug. En effet, de nombreuses extrémités dotés de glands (glands de chêne, symboles phaliiques) ont été coupées, il existe de nombreux modèles retrouvés. Le gland de chêne a alors été remplacé par une Flamme (la flamme du Saint-Esprit).
À la bénédiction des attelages, pour la Saint Roch, le 16 août, on plaçait un mouchoir de dentelle sur le gland.

## Localisation
Le surjoug est présent dans plusieurs régions de France. En Bourbonnais on l'appelle joug à pointe. Ses formes sont différentes du surjoug méridional. Il est souvent surmonté d'une croix, ou d'un pommeau arrondi. La répartition géographique en France se situe principalement dans le Midi Toulousain, et tous, dans l’axe d’une vallée : le Volvestre occupe l’Eze, l’Ariège et la Garonne ; le Savès occupe le territoire de la Louge, Saves et Gimone. Le tout représente une zone globale de 100 km2 environ.
La zone d’implantation des surjougs correspond aux tribus celtiques des Volques Tectosages, venues d’Europe centrale. La répartition correspond aux zones les plus fertiles de la région toulousaine.
Au nord de cette zone géographique on retrouve des termes occitans comme suberjouet, soberjoet, trezegos (tresses), et ruquet (bobine ou fût) (vocabulaire technique agricole de l’attelage). Cependant, des surjougs n’ont pas été retrouvés, il se peut donc qu’ils aient existé dans la passé, mais qu’ils aient été abandonnés ou interdits.
On retrouve des traces de surjougs, ou la mémoire de l’utilisation des surjougs sur des territoires où le même type de joug avait été utilisé, c'est-à-dire un joug en bois avec une cheville centrale.
Ce dernier était un objet utilitaire, utilisé quotidiennement. Le terme « ruquet » désignant la bobine fixée à la cheville, à la base du joug, est un mot ancien conservé dans la mémoire locale du département du Tarn, en France.
Dans le Gers, en en région Midi-Pyrénées, on est parvenu à retrouver des surjougs anciens originaux.

## Rôle du surjoug

### Rôle mécanique
Le surjoug est une pièce maîtresse d’un système perfectionné et ingénieux de disposition d’attelage de bovins. Il était fabriqué en bois, avec des moyens très rudimentaires.
Le joug et le surjoug étaient en bois, la tresse en cuir ou en racines d’orme.
Cela permet au joug de se maintenir verticalement au moment de l’effort de traction, et à la tête des animaux (bœufs) de se maintenir dans le prolongement de la colonne vertébrale. C’est  sans doute un « optimiseur de rendement » ancien, car l’animal souffrant moins, il est en mesure de travailler plus longtemps et plus vite, l’animal est préservé et la production agricole est plus importante.
Il avait donc un rôle essentiellement mécanique.

### Rôle mystique
L’autre rôle essentiel du surjoug est son importance mystique, car matérialisant un vœu, un souhait, une prière, ou une action de grâces, il est une requête, une demande faite au monde du divin (au sens large du terme).
Le remerciement aux Dieux pour la fertilité de la terre est primordial dans les croyances celtes, pour la pérennité et la survie de la famille, et l’abondance des futures récoltes. Chez ce peuple ancien et encore mystérieux, car il n’a pas livré tous ces secrets, et des fouilles archéologiques récentes ont été faites, le dieu de la fertilité était la déesse Epona, la déesse Mère, la Mère Nourricière, la déesse de la Fécondité. La déesse celte Epona était primordiale et vitale pour les croyances celtiques, entre -3000 av. J.-C. et la création de l’Empire romain de César :
- elle apporte la progéniture, elle est source de vie ;
- elle apporte la nourriture et la fertilité du sol ;
- elle apporte l’amour et l’affection (Couple, Parent, Famille, Amitié, amour de la terre et de la vie…).

La déesse Epona a été conservée par les gallo-romains et a continué d'être adorée au cours du temps.
Dans toutes les zones défrichées par les Celtes Volques, il a été relevé la présence de surjougs. Le surjoug a connu un essor à l’époque où on utilisait essentiellement le bois et le cuir. Son utilisation a diminué progressivement depuis l’arrivée de l’utilisation courante du fer forgé, et par la création de nouveaux alliages.
Aux XIe et XIIe siècles, pendant la période des bastides, l’étendue des surfaces cultivables a été agrandie, apportant plus de nourriture. La population s’est alors sédentarisée et s’est fixée. À partir de cette époque, le rôle et l’utilisation des surjougs ont diminué.
Puis le surjoug a été remplacé par un crochet en fer forgé.
Le musée de Verdun détient des bas-reliefs (voir référence) de l’époque gallo-romaine représentant un joug surmonté d’un objet de la forme d’un surjoug (bobine + forme + motif couronnes et boule). Cette relique archéologique démontre la présence très ancienne de cet objet, et surtout l’utilisation et l’existence des surjougs à l’époque celtique et gallo-romaine.
À partir de l’essor du christianisme, vers les Ve et VIe siècles, la déesse Epona a été remplacée (« christianisée ») sous la forme de sainte Quitterie, vierge martyre, disposant de la même symbolique, de la même fonction, et matérialisant les mêmes vœux de fertilité et de pérennité des agriculteurs que pour les surjougs.
D'ailleurs, le dernier fabricant renommé et reconnu de surjougs à l’Isle-Jourdain, sous le Second Empire, s’appelait Bertrand de La Quiteiro, renvoyant au nom « Sainte Quiterie », anciennement Epona.

### Rôle social et économique
Selon les témoignages locaux, vivants, recueillis auprès des anciens habitants de la région Midi-Pyrénées, il est avéré que les agriculteurs, il y a 50 ans à un siècle, utilisaient encore cet objet traditionnel.
La présence des surjougs sur les attelages dans des circonstances réjouissantes populaires, ou de fêtes agraires est reconnue et observée. Les attelages étaient parés, décorés, dotés de surjougs en bois, richement décorés et sculptés. C’étaient des moments de vie sociale importants et essentiels pour le bon déroulement de la synergie locale, ils faisaient vivre le commerce, l’importation et l’exportation.
La plupart des festivités sont encore célébrées de nos jours en France :
- la fête de la Saint-Roch, qui a lieu le 16 août : bénédiction des attelages ;
- la fête de la Saint-Jean, qui a lieu le 24 juin, repère du soliste d’été : fête le début des moissons et la venue de l’été ;
- la fête du charroi des blés.

Durant ces festivités, c’était la bonne occasion pour les paysans d’affirmer leur richesse, en affichant leurs récoltes de blé sur les attelages. Pendant l’aire prospère du blé pendant le Moyen Âge en pays gascon, les sacs de blé étaient payés en écu d’or. Le blé était donc une denrée économique vitale et importante, permettant de subvenir aux besoins des familles de paysan de l’époque, et d’assurer une dynamique économique et sociale dans les villages campagnards.

### Montrer le courage et la vaillance du paysan
Le surjoug est un objet sonore car doté de cloches. Chaque surjoug est unique, et émet un son différent, ce qui les rend reconnaissables pour un habitué.
En se levant tôt le matin (avant l’aube), le paysan partait au travail et attelait ses bêtes et se déplaçait dans le village  ainsi que  dans les pâturages avoisinants, accomplissant son labeur.
Le surjoug lui-même démontre la vaillance de l’agriculteur au sein de son village ; en effet, le matin, on reconnaissait les plus courageux et les plus téméraires au son des cloches émis par les différents surjougs en plein travail. Il fallait être le premier à partir travailler. Les paysans étaient fiers de leur travail et de leur rôle alimentaire et le surjoug est un moyen de l’affirmer. Ils avaient parfaitement conscience de l’importance du blé dans l’alimentation et l’économie du village.